# Otto V. von Scheyern

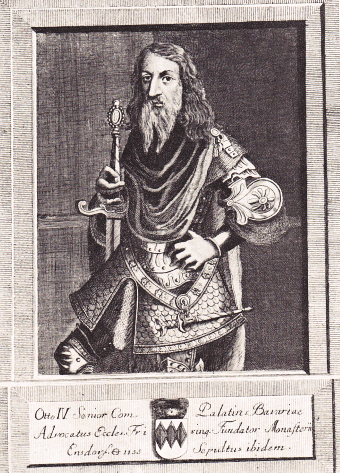
Pfalzgraf Otto IV. von Wittelsbach als Gründer des Klosters Ensdorf

Otto V. von Scheyern, nach anderer Zählart Otto IV. von Scheyern, (* 1083/1084; † 4. August 1156) stammte aus dem Geschlecht der Grafen von Scheyern, deren Name sich durch die Umsiedlung auf die Burg Wittelsbach unter seinem Vater in Grafen von Wittelsbach änderte.  

## Familie

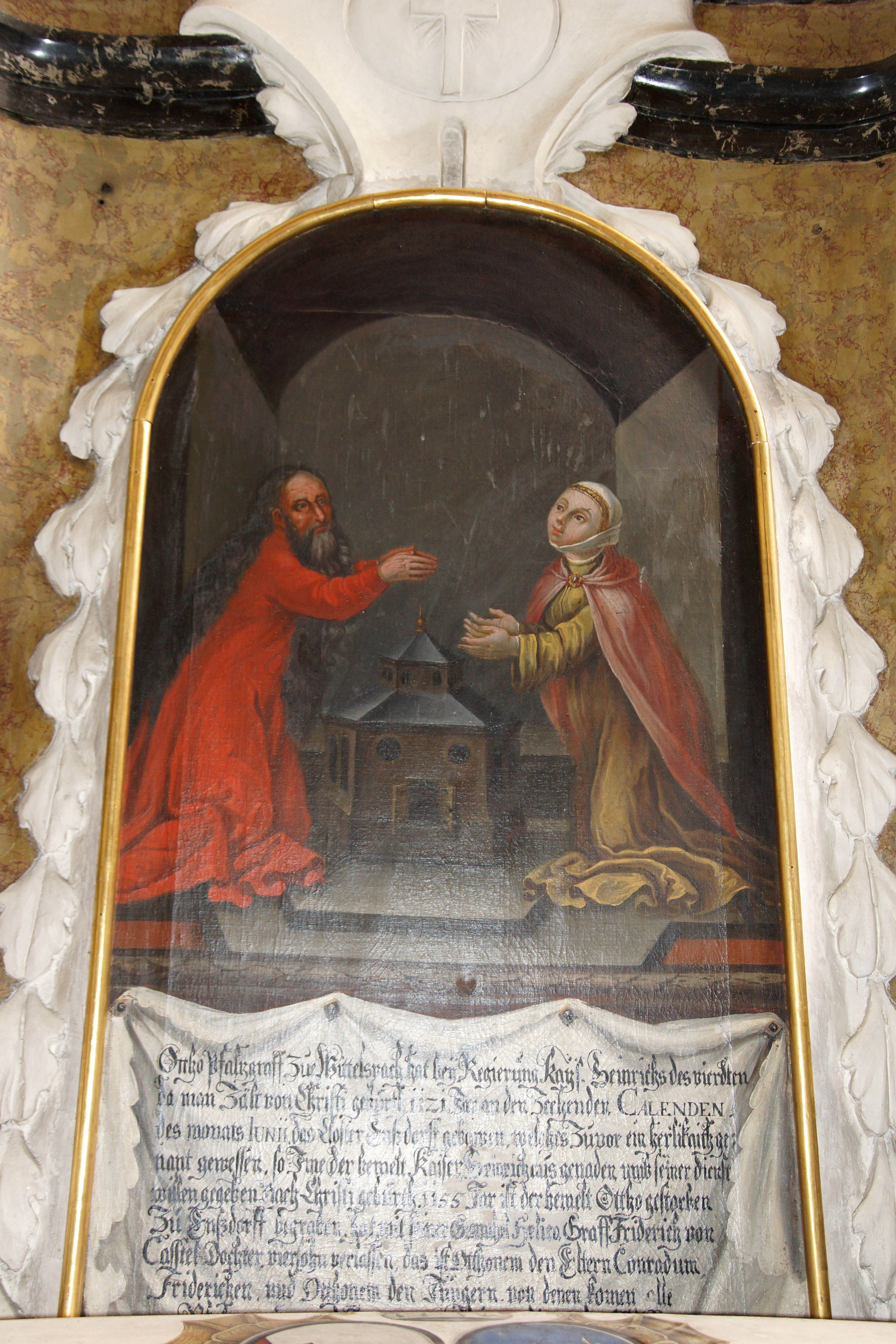
Otto V. von Scheyern und seine Gattin Heilika von Lengenfeld als Stifter des Klosters Ensdorf, heute in der Kirche St. Jakobus (Ensdorf)

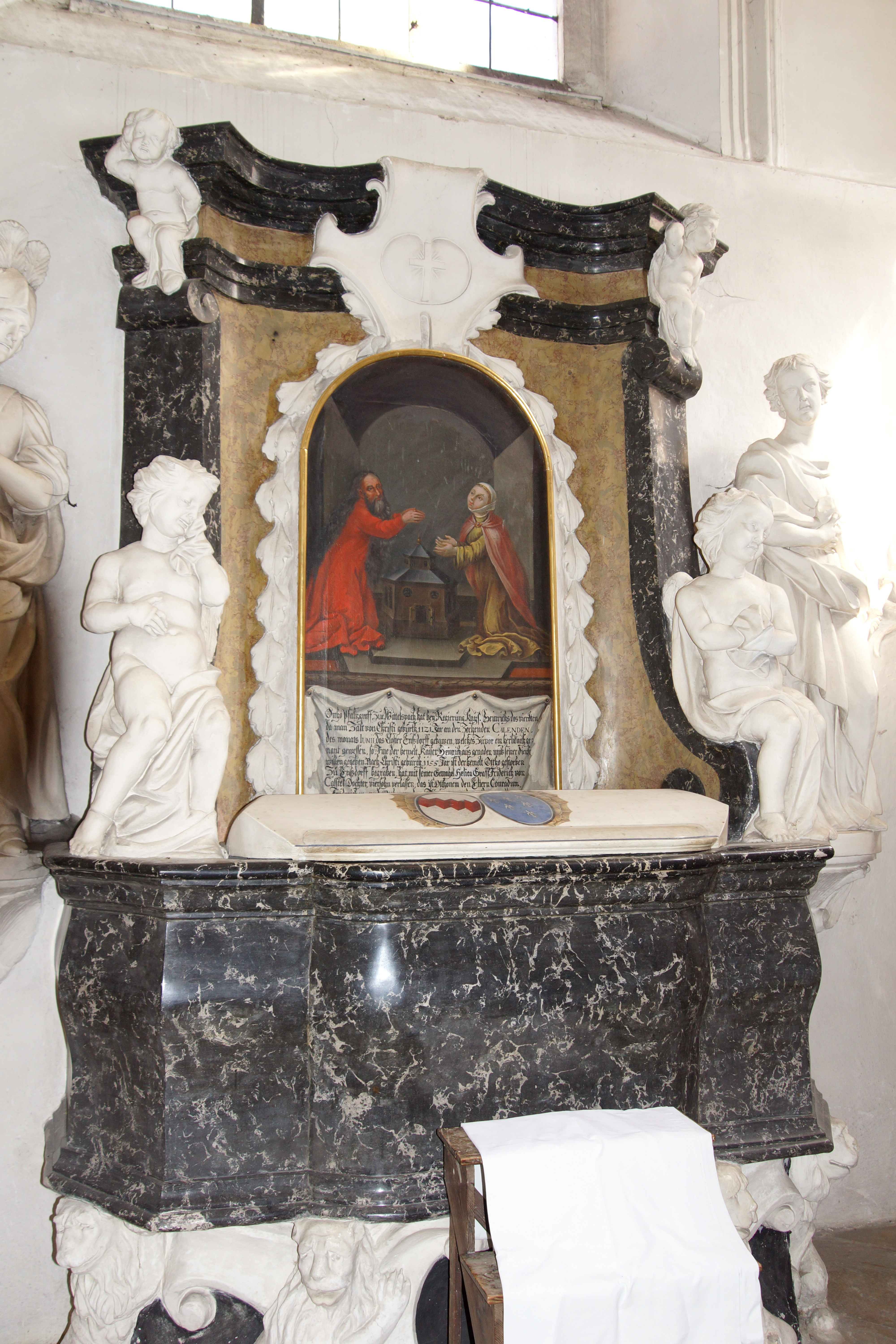
Stiftergrab in St. Jakobus Ensdorf

Er war ältester Sohn von Ekkehardt I. von Scheyern und Richgard von Krain-Orlamünde und Bruder von Ekkehard II. von Scheyern und Udalrich I. von Scheyern. Vor dem 13. Juli 1116 heiratete er Heilika von Lengenfeld, eine Tochter des Grafen Friedrich von Lengenfeld-Hopfenlohe. Aus der Ehe gingen acht Kinder hervor:
- Hermann, verstorben als Kind
- Otto I., Herzog von Bayern
- Konrad († 1200), Kardinal
- Friedrich II. († 1198/99) ⚭ 1184 Tochter des Grafen Mangold von (Donau)wörth
- Udalrich († 29. Mai nach 1179)
- Otto VII. († 1189) ⚭ Benedicta von Donauwörth, Tochter des Grafen Mangold von (Donau)wörth
- Hedwig († 16. Juli 1174) ⚭ (vor 1153) Graf Berthold III. von Andechs (* um 1123; † 14. Dezember 1188)
- Adelheid ⚭ Otto II. von Stefling

## Wirken
Von 1110 bis 1111 war Otto V. im Ersten Italienfeldzug im Gefolge des Kaisers Heinrich V.
Im Jahre 1113 führte seine Initiative dazu, dass alle Verwandten und andere Besitzer zustimmten, dass die ursprünglich von Haziga um 1060 in ihre Ehe mit dem Freisinger Vogt Otto I. eingebrachte Stammburg Scheyern der Familie von Scheyern in ein Kloster und Grablege der Familie umgewandelt wurde. Durch die Umsiedlung des Stammsitzes der Familie von Scheyern nach der Burg Wittelsbach bei Aichach nannte sich Otto seit 1116 nach diesem Ort. Er war somit der Namensgeber für das Herrscherhaus der Wittelsbacher, die bis 1918 in Bayern regierten.
Zwischen 1116 und 1120 wurde Otto Pfalzgraf von Bayern. Er bevogtete Scheyern, Geisenfeld, Kühbach, St. Ulrich, Weihenstephan und das Hochstift Freising; 1121 wurde er Vogt von Ensdorf und Indersdorf.
Im Jahr 1119 erhielt er über seine Frau Heilika von Lengenfeld, eine Tochter des Friedrich III. von Pettendorf-Lengenfeld-Hopfenohe, deren große Erbschaft auf dem Nordgau. In der Folge lebten er und seine Familie zeitweise in Lengenfeld.
Am 23. Mai 1121 gründete er das Kloster Indersdorf. Er fühlte sich dazu verpflichtet, da er 1111 unter Kaiser Heinrich V. an der Gefangennahme des Papst Paschalis teilgenommen hatte. Dadurch war er mit einem Kirchenbann belegt worden. Aufgrund dieser Klostergründung erließ Papst Paschalis eine Bulle, mit der der Bann aufgehoben wurde.
1122 nahm Otto V. an der Reichsversammlung in Worms teil, die das später so genannte Wormser Konkordat aushandelte, das dem Investiturstreit ein Ende setzte. In dieser Urkunde erscheint er in der Zeugenliste.

## Tod und Grablege
Otto V. starb auf der Burg Burglengenfeld. Er wurde im Kapitelsaal von Kloster Ensdorf neben seinem Schwiegervater Friedrich III. von Pettendorf, seiner Schwägerin Heilwig von Lengenfeld und deren Gatten, Gebhard I. von Leuchtenberg, begraben. Ihre Gebeine wurden 1571 in der Klosterkirche St. Jakob in zwei Särgen im Chor bestattet und nach dem Neubau der Klosterkirche 1721 in ein neugeschaffenes Stiftergrab links des Hochaltares umgebettet (siehe Grabstein für Pfalzgraf Otto V. von Scheyern und seine Gemahlin Heilika).